# Euryolpium striatum
Euryolpium striatum är en spindeldjursart som beskrevs av E.N. Murthy och Taracad Narayanan Ananthakrishnan 1977. Euryolpium striatum ingår i släktet Euryolpium och familjen Olpiidae. Inga underarter finns listade i Catalogue of Life.